# Беляви (Ленчицький повіт)
Беляви (пол. Bielawy) — село в Польщі, у гміні Свіниці-Варцькі Ленчицького повіту Лодзинського воєводства.
Населення — 151 особа (2011).
У 1975-1998 роках село належало до Конінського воєводства.

## Демографія
Демографічна структура станом на 31 березня 2011 року:
|          | Загалом | Допрацездатний вік | Працездатний вік | Постпрацездатний вік |
| -------- | ------- | ------------------ | ---------------- | -------------------- |
| Чоловіки | 77      | 16                 | 52               | 9                    |
| Жінки    | 74      | 18                 | 40               | 16                   |
| Разом    | 151     | 34                 | 92               | 25                   |